# دييغو باربوسا
دييغو باربوسا (بالإسبانية: Diego Barbosa)‏ هو لاعب كرة قدم مكسيكي، ولد في 25 سبتمبر 1996. لعب مع نادي أطلس.

## وصلات خارجية
- دييغو باربوسا على موقع قاعدة بيانات كرة القدم.إي يو (الإنجليزية)
- دييغو باربوسا على موقع Soccerway.com (الإنجليزية)